# JUPITER TRIBUS
『JUPITER TRIBUS』（ジュピター・トライブ）は、日本のロックバンドであるRED WARRIORSの6枚目のオリジナル・アルバム。
2000年6月21日に徳間ジャパンコミュニケーションズのampleレーベルからリリースされた。1996年に再結成したものの翌年再び解散したRED WARRIORSの2回目の再結成後初となるアルバムであり、前作『FIRE DROPS』（1997年）からおよそ3年ぶりの作品となった。作詞および作曲はダイアモンド☆ユカイおよび木暮武彦が担当し、プロデューサーはRED WARRIORS名義となっている。
1999年の本格的な活動再開以降初となるスタジオ・アルバムであり、前年のツアー「'99 WELCOME TO RED LAND TOUR」と同じラインナップでレコーディングされた。本作からの先行シングルとして「BLACK MOON」がリリースされた。本作はオリコンアルバムチャートにおいて最高位第89位となった。

## 背景
1996年に再結成を果たし同年11月12日に日本武道館公演を行ったRED WARRIORSであったが、ダイアモンド☆ユカイによればソロ活動とは勝手が異なり3人の思惑が一致せず、思っていた通りにならなかったという。バンドとして一つになり切れない状態であったことから、公演当日にユカイはステージ上で火のついたタバコを投げ捨てる行為やバケツの水を撒き散らす行為、さらに役人を罵倒する発言などを行ったことからスタッフや開催者からの不評を買い、また日本武道館側の役所の者たちからも反感を買ったために同館への出入り禁止を言い渡された上で始末書を書かされ、さらにメンバーからも「やりすぎだ」と非難される事態となった。
1997年3月21日には5枚目となるアルバム『FIRE DROPS』をリリース。同作はオリコンアルバムチャートにて最高位第12位の登場週数4回で、売り上げ枚数は4.4万枚となった。この時期のRED WARRIORSはメンバー間の思惑が一致せず、周囲の期待度の高さについていける状態ではなく、またアルバムの売り上げ不振もありモチベーションが維持できず再び解散することとなった。その後ソロ活動を開始したユカイは、同年11月にタレントの三浦理恵子と結婚。また同時期にまだ契約が残っていたポニーキャニオン側からソロでのベスト・アルバムの制作を提案され、ユカイの希望によってバラード・ベスト『Le Cinema』（1997年）が12月17日にリリースされることとなった。その後レコード会社との契約が終了したユカイは結婚直後であるにも拘わらずまったく仕事がない状態に陥り、ついには個人事務所が経済的に破綻する事態となった。
インディーズにおいてソロ作品を発表するも上手く行かず、限界を感じていたユカイは元BOØWYの高橋まことやB'zのサポートメンバーであった明石昌夫、ギタリストのichiroとともに新しいバンドを結成するも、ライブ会場にはユカイのファンしか来ない状態であり、そのまま作品を残さず解散することとなった。バンド結成への意欲が増していたユカイはRED WARRIORSの再々結成を検討するようになり、1999年にユカイ自らが木暮武彦および小川清史に声をかけ再結成する運びとなった。周囲からの要望を受けて再結成した前回とは異なり、自らが主体となって再結成したことからもユカイは自信に満ち溢れていたが、河村隆一のマネージャーを担当していた旧知の人物に話を持ち掛けるも断られ、木暮のマネージャーであった人物に事務的な仕事を依頼することとなった。

## リリース、チャート成績
本作は2000年6月21日に徳間ジャパンコミュニケーションズのampleレーベルからCDにてリリースされた。本作からは前年5月24日に「BLACK MOON」が先行シングルとしてシングルカットされた。本作はオリコンアルバムチャートにて最高位第89位となった。
再々結成を果たしたもののスタッフの選定をおざなりにしたままの見切り発車であったため、レコーディングやライブ活動を行ったもののメンバーは全員無給状態が続いていた。ユカイは事務を担当していたスタッフに確認したところ、「経費がかかっている。入ってくる金よりも出て行く金のほうが大きいんだ」との回答を受けた。しかし周囲からはその人物が銀座や赤坂で派手に遊んでいるという情報が入り、またコンサートグッズの制作会社から入金がないという連絡や、ファンクラブからは集金したものの活動がまったくないなどの苦情が寄せられるようになり、ユカイはその人物を追放し結果としてRED WARRIORSは徳間ジャパンコミュニケーションズのレーベルに仮所属することとなった。
本作収録曲である大自然をテーマとした「VISION QUEST」は木暮のソロ・プロジェクトであるPSYCHODELICIOUSのアルバム『BUTTERFLY』（2003年）において、木暮のリード・ボーカルという形でセルフカバーされた。また、本作は2020年11月25日に徳間ジャパンコミュニケーションズ創立55周年企画の第3弾としてUHQCDにて再リリースされた。

## 収録曲
- CD付属の歌詞カードに記載されたクレジットを参照[13]。

| #         | タイトル           | 作詞                | 作曲                | 編曲         | 時間  |
| --------- | ------------------ | ------------------- | ------------------- | ------------ | ----- |
| 1.        | 「セダ・バラ」     | 木暮武彦            | 木暮武彦            | RED WARRIORS | 5:25  |
| 2.        | 「BLACK MOON」     | ダイアモンド☆ユカイ | 木暮武彦            | RED WARRIORS | 3:59  |
| 3.        | 「BYE BYE BABY」   | 木暮武彦            | 木暮武彦            | RED WARRIORS | 5:39  |
| 4.        | 「CLOUD」          | 木暮武彦            | 木暮武彦            | RED WARRIORS | 5:43  |
| 5.        | 「野生の風」       | ダイアモンド☆ユカイ | 木暮武彦            | RED WARRIORS | 5:19  |
| 6.        | 「SUMMER DAYS」    | 木暮武彦            | 木暮武彦            | RED WARRIORS | 6:13  |
| 7.        | 「光のように」     | ダイアモンド☆ユカイ | 木暮武彦            | RED WARRIORS | 6:37  |
| 8.        | 「SHOUT」          | 木暮武彦            | 木暮武彦            | RED WARRIORS | 4:25  |
| 9.        | 「冬のラブレター」 | ダイアモンド☆ユカイ | 木暮武彦            | RED WARRIORS | 6:46  |
| 10.       | 「ジョーカーマン」 | ダイアモンド☆ユカイ | ダイアモンド☆ユカイ | RED WARRIORS | 6:45  |
| 11.       | 「VISION QUEST 」  | 木暮武彦            | 木暮武彦            | RED WARRIORS | 4:50  |
| 合計時間: | 合計時間:          | 合計時間:           | 合計時間:           | 合計時間:    | 61:41 |

## スタッフ・クレジット
- CD付属の歌詞カードに記載されたクレジットを参照[13]。

### RED WARRIORS
- ダイアモンド☆ユカイ – ボーカル、ハープ
- 木暮 "SHAKE" 武彦 – ギター、コーラス
- 小川清史 – ベース、コーラス

### 参加ミュージシャン
- 向山テツ – ドラムス、パーカッション
- 厚見玲衣 – キーボード

### 録音スタッフ
- RED WARRIORS – サウンド・プロデュース
- 永野治（モビーディック） – サウンド・プロデュース
- 淺野浩伸（レディファイン） – レコーディング・エンジニア
- 武藤昌俊（レディファイン） – ミキシング・エンジニア
- 大村嘉伸 (CHAYA) – アシスタント・エンジニア
- 瀧口博達（JVCマスタリングセンター） – マスタリング・エンジニア
- 川崎嘉之（モビーディック） – インストゥルメント・テクニシャン
- 黒尾博（モビーディック） – インストゥルメント・テクニシャン
- 佐藤順也（モビーディック） – インストゥルメント・テクニシャン

### 制作スタッフ
- くつみさとし (Base Camp) – アーティスト・マネージメント
- やなぎさわひろえ (SHOW'Z HOUSE) – アーティスト・マネージメント
- 三橋中（徳間ジャパンコミュニケーションズ） – A&R
- しょうじみのる (SHOW'Z HOUSE) – プロデュース
- とくまあきひろ（徳間ジャパンコミュニケーションズ） – スーパーバイザー
- 町田充生（徳間ジャパンコミュニケーションズ） – エグゼクティブ・プロデューサー
- 吉田卓司（タイムリーレコード） – エグゼクティブ・プロデューサー

### 美術スタッフ
- 外山繁 (Be PARADE inc.) – 写真撮影
- 石野順子（徳間ジャパンコミュニケーションズ） – デザイナー
- まきのあみ (WILD THING) – ヘアー・メイク
- 塩塚達也 (BAVIC) – ビジュアル・コーディネーション

### その他スタッフ
- モーリス楽器製造 – スペシャル・サンクス
- ビル・ローレンス – スペシャル・サンクス
- PGM – スペシャル・サンクス
- TAMA – スペシャル・サンクス
- パイステ – スペシャル・サンクス
- モビーディック – スペシャル・サンクス
- エビスギャング – スペシャル・サンクス
- K2マスタリング – スペシャル・サンクス

## リリース日一覧
| No. | リリース日     | レーベル                       | 規格  | カタログ番号 | 備考 | 出典          |
| --- | -------------- | ------------------------------ | ----- | ------------ | ---- | ------------- |
| 1   | 2000年6月21日  | 徳間ジャパン／ample            | CD    | TKCA-71962   |      | [ 14 ] [ 15 ] |
| 2   | 2020年11月25日 | 徳間ジャパン／ジャパンレコード | UHQCD | TKCA-10553   |      | [ 16 ] [ 17 ] |